# Rauch (partido)
Rauch is een partido in de Argentijnse provincie Buenos Aires. Het bestuurlijke gebied telt 14.434 inwoners.

## Plaatsen in partido Rauch
- Colman
- Egaña
- Miranda
- Rauch